# Leudeville
 Leudeville  es una población y comuna francesa, ubicada en la región de Isla de Francia, departamento de Essonne, en el distrito de Palaiseau y cantón de Brétigny-sur-Orge.

## Demografía
| 512 | 614 | 701 | 803 | 966 | 1187 | 1559 |
| Para los censos de 1962 a 1999 la población legal corresponde a la población sin duplicidades (Fuente: INSEE [Consultar]) |     |     |     |     |      |      |